# Jessica Biel
Jessica Claire Timberlake, leánykori nevén Biel (Ely, Minnesota, 1982. március 3. –) amerikai színésznő, filmproducer, énekesnő és modell.

## Élete és pályafutása
Pályafutását musical énekesnőként kezdte, majd beválogatták a Hetedik mennyország című családi drámasorozatba, melyben 1996 és 2006 között a főszereplő Mary Camdent alakította. 1997-ben szerepelt az Ulee aranya című filmdrámában, Young Artist Award-ot szerezve. 
Ezt követően olyan, változatos műfajú filmekben tűnt fel, mint A vonzás szabályai (2002), A texasi láncfűrészes (2003), a Penge – Szentháromság (2004), A mágus (2006), a Férj és férj (2007), a Valentin nap (2010), A szupercsapat (2010), Az emlékmás (2012) és a Hitchcock (2012).
2017-ben A tettes című sorozat főszereplője és producere volt, alakításáért Golden Globe- és Primetime Emmy-jelöléseket kapott.  

## Magánélete
1999 és 2001 között Adam LaVorgnával párja volt, ő játszotta Robbie Palmert a Hetedik mennyországban. 
2001-től 2006-ig Chris Evansszel járt. 
2006-ban Derek Jeterrel találkozgatott. Ugyanebben az évben még Ryan Reynoldsszal is hírbe hozták. 
2007-től Justin Timberlake-kel van együtt, a pár 2012. október 19-én összeházasodott. Két gyermekük született.

## Filmográfia

### Film
| Év   | Magyar cím              | Eredeti cím                         | Szerep                 | Magyar hang       | Rendező             |
| ---- | ----------------------- | ----------------------------------- | ---------------------- | ----------------- | ------------------- |
| 1994 |                         | It's a Digital World (rövidfilm)    | Regrettal              |                   | Paul Greenberg      |
| 1997 | Ulee aranya             | Ulee's Gold                         | Casey Jackson          |                   | Victor Nuñez        |
| 1998 | Látástól Mikulásig      | I'll Be Home for Christmas          | Allie Henderson        |                   | Arlene Sanford      |
| 2001 | Kapás van!              | Summer Catch                        | Tenley Parrish         | Nemes Takách Kata | Mike Tollin         |
| 2002 | A vonzás szabályai      | The Rules Of Attraction             | Lara Holleran          | Orosz Helga       | Roger Avary         |
| 2003 | A texasi láncfűrészes   | The Texas Chainsaw Massacre         | Erin Hardesty          | Haumann Petra     | Marcus Nispel       |
| 2004 | Mobil                   | Cellular                            | Chloe                  | Pálfi Kata        | David R. Ellis      |
| 2004 | Penge – Szentháromság   | Blade: Trinity                      | Abigail Whistler       | Csondor Kata      | David S. Goyer      |
| 2005 | Lopakodó                | Stealth                             | Kara Wade hadnagy      | Kuthy Patrícia    | Rob Cohen           |
| 2005 | London                  | London                              | London                 | Csondor Kata      | Hunter Richards     |
| 2005 | Elizabethtown           | Elizabethtown                       | Ellen Kishmore         | Ruttkay Laura     | Cameron Crowe       |
| 2006 | A mágus                 | The Illusionist                     | Sophie von Teschen     | Molnár Ilona      | Neil Burger         |
| 2006 | A bátrak hazája         | Home of the Brave                   | Vanessa Price          | Roatis Andrea     | Irwin Winkler       |
| 2007 | Next – A holnap a múlté | Next                                | Liz Cooper             | Pikali Gerda      | Lee Tamahori        |
| 2007 | Férj és férj            | I Now Pronounce You Chuck and Larry | Alex McDonough         | Solecki Janka     | Dennis Dugan        |
| 2008 |                         | Hole in the Paper Sky (rövidfilm)   | Karen Watkins          |                   | Bill Purple         |
| 2008 | Könnyed erkölcsök       | Easy Virtue                         | Larita Whittaker       | Zakariás Éva      | Stephan Elliott     |
| 2009 | A kék szoba             | Powder Blue                         | Rose-Johnny            | Németh Borbála    | Timothy Linh Bui    |
| 2009 | 51-es bolygó            | Planet 51                           | Neera (hangja)         | Haumann Petra     | Jorge Blanco        |
| 2010 | Valentin nap            | Valentine's Day                     | Kara Monahan           | Kovács Patrícia   | Garry Marshall (1.) |
| 2010 | A szupercsapat          | The A-Team                          | Charissa Sosa százados | Horváth Lili      | Joe Carnahan        |
| 2011 | Szilveszter éjjel       | New Year's Eve                      | Tess Byrne             | Homonnai Kata     | Garry Marshall (2.) |
| 2012 | A magas ember           | The Tall Man                        | Julia Denning          |                   | Pascal Laugier      |
| 2012 | Az emlékmás             | Total Recall                        | Melina                 | Pikali Gerda      | Len Wiseman         |
| 2012 | Hitchcock               | Hitchcock                           | Vera Miles             | Ruttkay Laura     | Sacha Gervasi       |
| 2012 | Kispályás szerelem      | Playing for Keeps                   | Stacie Dryer           | Pikali Gerda      | Gabriele Muccino    |
| 2013 | Emanuel másik élete     | The Truth About Emanuel             | Linda                  | Szávai Viktória   | Francesca Gregorini |
| 2015 | Véletlenből szerelem    | Accidental Love                     | Alice Eckle            | Pikali Gerda      | David O. Russell    |
| 2015 | Vérző szív              | Bleeding Heart                      | May                    | Pikali Gerda      | Diane Bell          |
| 2016 | A szeretet könyve       | The Book of Love                    | Penny Herschel         | Pikali Gerda      | Bill Purple         |
| 2016 | A gyilkos markában      | A Kind of Murder                    | Clara Stackhouse       | Pikali Gerda      | Andy Goddard        |
| 2016 |                         | Spark                               | Vix (hangja)           |                   | Aaron Woodley       |
| 2017 | Háborúra készülve       | Shock and Awe                       | Lisa Mayr              | Ruttkay Laura     | Rob Reiner          |

### Televízió
| Év        | Magyar cím               | Eredeti cím               | Szerep           | Megjegyzések                                          |
| --------- | ------------------------ | ------------------------- | ---------------- | ----------------------------------------------------- |
| 1996–2006 | Hetedik mennyország      | 7th Heaven                | Mary Camden      | 134 epizód                                            |
| 2004      | Johnny Bravo             | Johnny Bravo              | önmaga (hangja)  | 1 epizód                                              |
| 2005–2013 | Family Guy               | Family Guy                | Brooke (hangja)  | 2 epizód                                              |
| 2009      | Saturday Night Live      | Saturday Night Live       | Jessica Rabbit   | 1 epizód                                              |
| 2014      | Új csaj                  | New Girl                  | Kat              | 1 epizód                                              |
| 2016–2018 | BoJack Horseman          | BoJack Horseman           | önmaga (hangja)  | 4 epizód                                              |
| 2017      | A tettes                 | The Sinner                | Cora Tannetti    | - főszereplő (8 epizód) - vezető producer (23 epizód) |
| 2019      |                          | Limetown                  | Lia Haddock      | főszereplő és vezető producer                         |
| 2021      | Scooby-Doo és (sz)társai | Scooby-Doo and Guess Who? | önmaga (hangja)  | 1 epizód                                              |
| 2021–2023 | Kegyetlen nyár           | Cruel Summer              | nem szerepel     | vezető producer                                       |
| 2022      | Candy: Halál Texasban    | Candy                     | Candy Montgomery | minisorozat főszereplő és vezető producer             |

## Fontosabb díjak és jelölések
| Díj                | Kategória                                          | Év   | Jelölt mű                                  | Eredmény |
| ------------------ | -------------------------------------------------- | ---- | ------------------------------------------ | -------- |
| Golden Globe-díj   | Legjobb női főszereplő (minisorozat vagy tévéfilm) | 2018 | A tettes                                   | Jelölve  |
| Golden Globe-díj   | Legjobb minisorozat vagy tévéfilm                  | 2018 | A tettes                                   | Jelölve  |
| Primetime Emmy-díj | Legjobb női főszereplő (minisorozat vagy tévéfilm) | 2018 | A tettes                                   | Jelölve  |
| Szaturnusz-díj     | Legjobb női főszereplő                             | 2004 | A texasi láncfűrészes                      | Jelölve  |
| Young Artist Award | Legjobb fiatal női mellékszereplő mozifilmben      | 1998 | Ulee aranya                                | Elnyerte |
| MTV Movie Awards   | Legjobb feltörekvő színész                         | 2004 | A texasi láncfűrészes                      | Jelölve  |
| MTV Movie Awards   | Legjobb színésznő                                  | 2008 | Férj és férj                               | Jelölve  |
| Arany Málna díj    | Legrosszabb női mellékszereplő                     | 2008 | Férj és férj / Next – A holnap a múlté     | Jelölve  |
| Arany Málna díj    | Legrosszabb női mellékszereplő                     | 2013 | Kispályás szerelem / Az emlékmás           | Jelölve  |
| Arany Málna díj    | Legrosszabb filmes páros                           | 2008 | Férj és férj (Adam Sandler és Kevin James) | Jelölve  |

### Jelölései
- 1998 – YoungStar Award – "7th Heaven" (1996)
- 1998 – Young Artist Award – "7th Heaven" (1996)
- 1999 – Young Artist Award – "7th Heaven" (1996)
- 2000 – YoungStar Award – "7th Heaven" (1996)
- 2002 – Teen Choice Award – "7th Heaven" (1996)
- 2003 – Teen Choice Award – "7th Heaven" (1996)
- 2006 – Achievement Award – The Illusionist (2006)
- 2007 – Teen Choice Award – Next (2007)
- 2007 – Prism Award – Home of the Brave (2006)

## Fordítás
- Ez a szócikk részben vagy egészben  a   Jessica Biel című angol Wikipédia-szócikk fordításán alapul.  Az eredeti cikk szerkesztőit annak laptörténete sorolja fel. Ez a jelzés csupán a megfogalmazás eredetét és a szerzői jogokat jelzi, nem szolgál a cikkben szereplő információk forrásmegjelöléseként.